# Rußbach (Gutleutbach)
Der Rußbach  ist ein gut einen Kilometer langer westlicher, orographisch linker Zufluss des Gutleutbachs im rheinland-pfälzischen Donnersbergkreis.

## Geographie

### Verlauf
Der Rußbach entspringt in Kirchheimbolanden auf einer Höhe von 236 m ü. NHN. Seine Quelle liegt in den Kappesgärten.
Der Bach fließt zunächst in östlicher Richtung durch die Kleingärten, kreuzt dann die L 401 und zieht danach in der Flur Am Eselsweg durch Ackerland nördlich an einer Freizeitanlage vorbei. Er passiert nun die Gemeindegrenze von Kirchheimbolanden nach  Bischheim, unterquert die A 63 und läuft dann an der Pulvermühle vorbei.
Er mündet schließlich  zwischen Kirchheimbolanden und Bischheim in der Flur Bei der Herrnmühle auf einer Höhe von 220 m ü. NHN von rechts in den von Süden kommenden Gutleutbach.
Der etwa 1,2 km lange Lauf des Rußbachs endet ungefähr 16 Höhenmeter unterhalb seiner Quelle, er hat somit ein mittleres Sohlgefälle von etwa 13 ‰.

### Einzugsgebiet
Das 2,623 km² große Einzugsgebiet des Rußbachs liegt im Alzeyer Hügelland und wird durch ihn über den Gutleutbach, den Leiselsbach, die Pfrimm und den Rhein zur Nordsee entwässert.
Der westliche Bereich des Einzugsgebiets ist überwiegend besiedelt und im Osten dominiert Ackerland.